# Moudeyres

Moudeyres este o comună în departamentul Haute-Loire, Franța. În 2009 avea o populație de 106 de locuitori.